# Русаново (Угранский район)
Русаново — деревня в Смоленской области России, в Угранском районе. Расположена в восточной части области в 2 км к северо-западу от Угры, на левом берегу реки Угра.
Население — 238 жителей (2007 год). Административный центр Русановского сельского поселения.

## История
До 1924 года село — одно из самых густонаселённых в Угранском районе. С 1924 население сокращается в связи со строительством посёлка Угра.

## Экономика
Детский сад, медпункт, библиотека, магазин.